# Compressidentalium zanzibarense
Compressidentalium zanzibarense är en blötdjursart som först beskrevs av Plate 1908.  Compressidentalium zanzibarense ingår i släktet Compressidentalium och familjen Dentaliidae. Inga underarter finns listade i Catalogue of Life.